# 岩尾光代
岩尾 光代（いわお みつよ、1946年1月12日 - ）は、日本のジャーナリスト。毎日新聞社の編集者。

## 来歴
群馬県伊勢崎市生まれ。舘林藩の旧藩士、岩尾貞和（「旧館林藩士族禄高職氏名調」著者）の息子で財団法人両毛労働センターの創業者岩尾峻二の娘として生まれる。
1964年に群馬県立前橋女子高等学校を卒業後、文部省へ。1971年から毎日新聞社出版局勤務。「一億人の昭和史シリーズ」「昭和天皇崩御」などのムック「日本の肖像」（12巻）雑誌「毎日グラフ」「アミューズ」「サンデー毎日」を担当して現在に至る。1999年に放送大学を卒業。

## 著書
- 『姫君たちの明治維新 』文藝春秋 2018年
- 『伊藤博文 誕生!日本の総理大臣』大空出版 大空ポケット新書　2010年
- 『はじめての女性代議士たち』新風舎文庫 2006年
- 『新しき明日の来るを信ず はじめての女性代議士たち』日本放送出版協会 1999年

## 共著
- 幕末維新の美女紅涙録―徳川慶喜の時代　楠戸義昭共著 中公文庫 1997/11
- 『続・維新の女』楠戸義昭共著 毎日新聞社 1993年　『徳川慶喜の時代幕末維新の美女紅涙録』中公文庫

## 連載
- 「「読写！一枚の写真から」『週刊読書人』

## メディア出演・コメント掲載（テレビ・ラジオ）
テレビ番組・ラジオ
- NHK ネーミングバラエティー 日本人のおなまえっ! 「選挙のおなまえ」2019年6月27日放送  松谷天光光について